# Dirka po Franciji 1949
| Mesto | Ime               | Država     | Čas          |
| ----- | ----------------- | ---------- | ------------ |
| 1     | Fausto Coppi      | Italija    | 149h 40' 49" |
| 2     | Gino Bartali      | Italija    | 10' 55"      |
| 3     | Jacques Marinelli | Francija   | 25' 13"      |
| 4     | Jean Robic        | Francija   | 34' 28"      |
| 5     | Marcel Dupont     | Belgija    | 38' 59"      |
| 6     | Fiorenzo Magni    | Italija    | 42' 10"      |
| 7     | Stan Ockers       | Belgija    | 44' 35"      |
| 8     | Jean Goldschmit   | Luksemburg | 47' 24"      |
| 9     | Jean Lazaridès    | Francija   | 52' 28"      |
| 10    | Pierre Cogan      | Francija   | 1h 08' 55"   |

Dirka po Franciji 1949 je bila 36. dirka po Franciji, ki je potekala leta 1949.

## Pregled
| Kategorije                          | Podatki       |
| ----------------------------------- | ------------- |
| Začetek-konec                       | Pariz - Pariz |
| Dolžina (km)                        | 4.808         |
| Število etap                        | 21            |
| Povprečna hitrost zmagovalca (km/h) | 32,121        |
| Kolesarjev                          | 120           |
| Tekmo končalo                       | 55            |